# Margriet de Moor

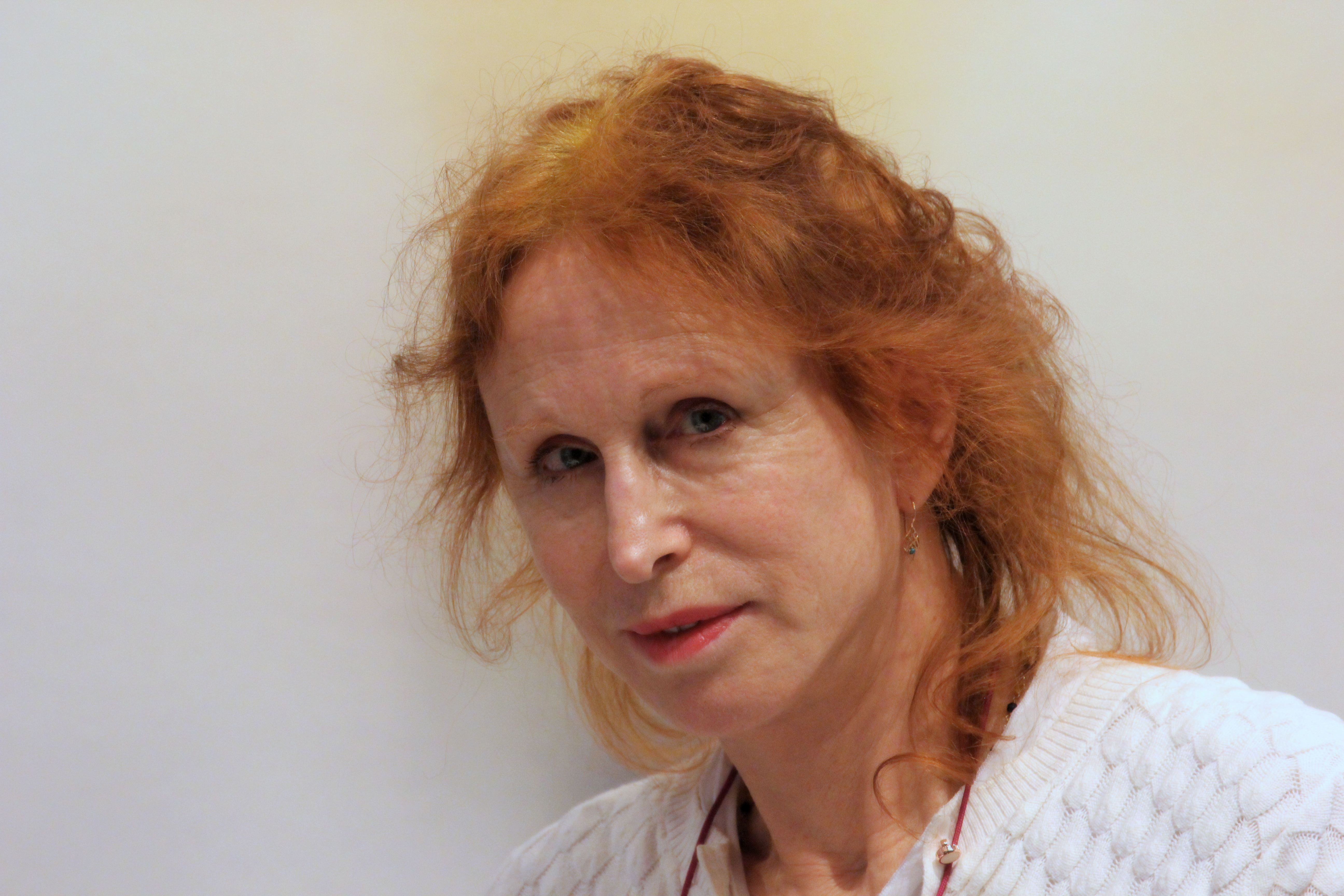
Margriet de Moor auf der Frankfurter Buchmesse 2016

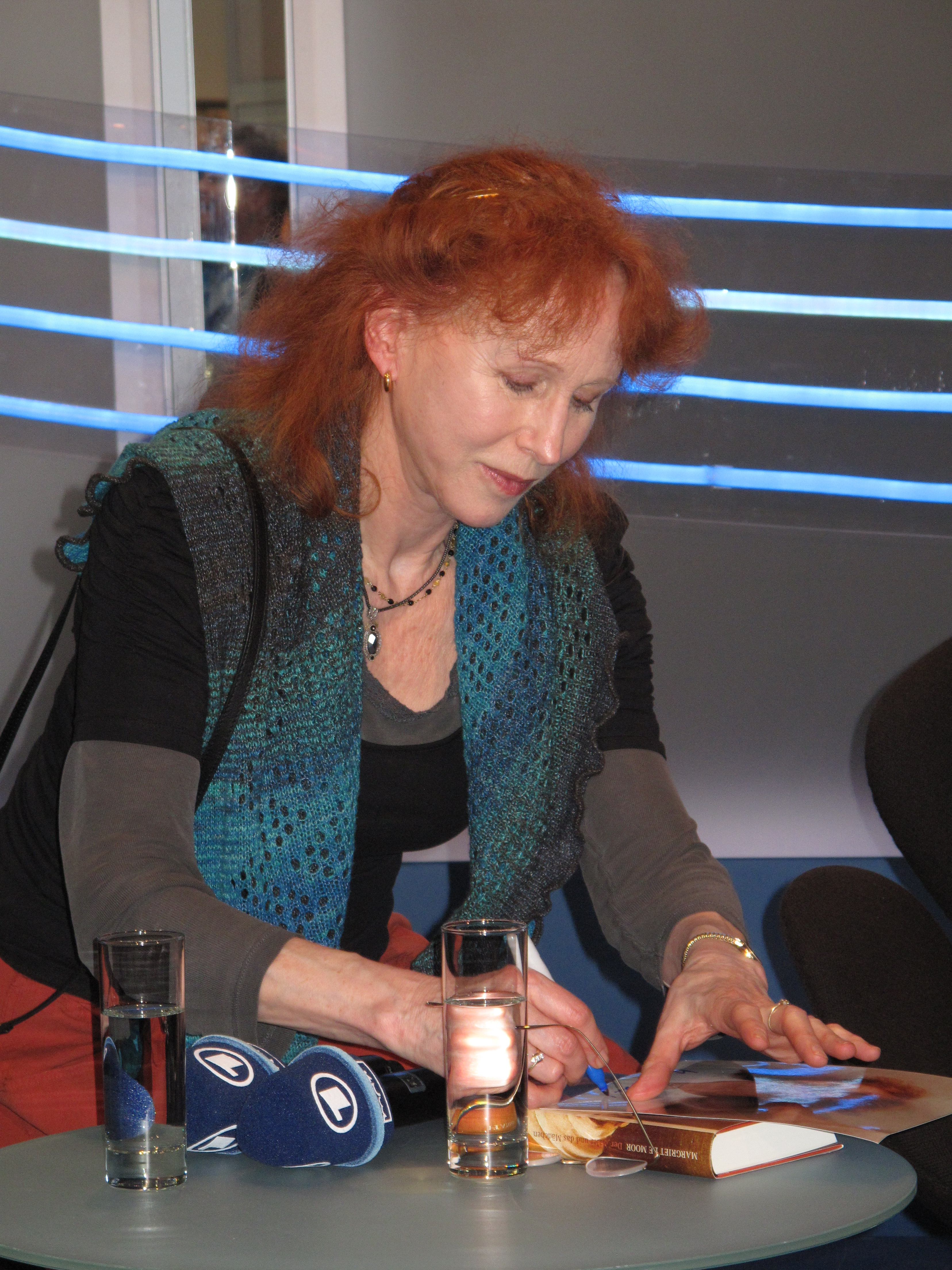
Margriet de Moor auf der Leipziger Buchmesse 2011

Margriet de Moor (* 21. November 1941 in Noordwijk als Margaretha Maria Antonetta Neefjes) ist eine niederländische Schriftstellerin.

## Leben
Margriet de Moor ist eines von zehn Kindern eines Lehrerehepaares. Sie studierte zunächst am Königlichen Konservatorium in Den Haag Klavier und Gesang. In ihrem Zweitstudium belegte sie Kunstgeschichte sowie Archäologie in Amsterdam, das sie mit Klavierunterricht finanzierte.
Ihre Schwiegermutter war die Schriftstellerin Anna Margaritha Annie de Moor-Ringnalda. Zusammen mit ihrem Ehemann Heppe de Moor eröffnete Margriet de Moor 1984 in 's-Graveland bei Hilversum einen Salon für Künstler. Für den Salon machte sie eine Reihe von Film- und Video-Portraits der ausstellenden Künstler. Nachdem die Subventionen für die Filmprojekte eingestellt worden waren, begann sie mit dem Schreiben. Ihr Debütwerk war der 1988 erschienene Erzählungsband Rückenansicht, der gute Kritiken erhielt und als am besten verkauftes literarisches Debüt mit dem Goldenen Eselsohr in den Niederlanden ausgezeichnet wurde. Für ihren ersten Roman Erst grau dann weiß dann blau (1991) erhielt sie den AKO Literatuurprijs. Dieser Roman wurde 2016 Ein Buch für die Stadt Köln und Umgebung. Sturmflut wurde 2012 als erstes Buch des Lesefestivals „Stuttgart liest ein Buch“ des Stuttgarter Schriftstellerhauses  ausgewählt. Ich träume also wurde 2017 verfilmt unter dem Titel Ich war eine glückliche Frau.
Margriet de Moor war mit dem Bildhauer Heppe de Moor (1938–1992) verheiratet, aus der Ehe gingen zwei Töchter hervor. De Moor spricht fließend Deutsch. Ihre Tochter Marente de Moor (* 1972) ist Slawistin, Zeitungskolumnistin und debütierte 2010 mit einem Roman.
Die Schriftstellerin lebt und arbeitet in Amsterdam.

## Werke (Auswahl)
- Erst grau dann weiß dann blau. Roman. Aus dem Niederländischen übersetzt von Heike Baryga. Hanser, München 1993, ISBN 978-3-446-17372-9.
  - Taschenbuchausgabe: Erst grau dann weiß dann blau. dtv, München 1997, ISBN 3-423-12073-8.
- Rückenansicht. Erzählungen. dtv, München 1993, ISBN 3-423-12101-7.
- Der Virtuose. Roman. Aus dem Niederländischen übersetzt von Helga van Beuningen. Hanser, München 1994, ISBN 978-3-446-17869-4.
  - Taschenbuchausgabe: Der Virtuose. dtv, München 1997, ISBN 3-446-17869-4.
- Doppelporträt. Novellen. dtv, 1994, ISBN 3-423-08433-2.
- Ich träume also. Erzählungen. Hanser, 1996; dtv, 1999, ISBN 3-423-12576-4.
- Herzog von Ägypten. Roman. Hanser, 1997; dtv, 1999, ISBN 3-423-12716-3.
- Die Verabredung. Roman. Hanser 2000; dtv 2002, ISBN 3-446-19881-4.
- Kreutzersonate. Roman. Hanser, 2002, ISBN 3-446-20221-8.
- Sturmflut. Roman. Hanser, 2006, ISBN 3-446-20713-9.
- Der Jongleur. Roman. Hanser, 2008, ISBN 978-3-446-23000-2.
- Der Maler und das Mädchen. Roman. Hanser, 2011, ISBN 978-3-446-23638-7.
- Melodie d'amour, Roman.[4] Aus dem Niederländischen von Helga van Beuningen. Carl Hanser Verlag, München 2014, ISBN 978-3-446-24478-8.
- Schlaflose Nacht, deutsch von Helga van Beuningen. Hanser, München 2016, ISBN 978-3-446-25280-6.
  - Schlaflose Nacht. Hörbuch. Hörbuch Hamburg, Hamburg 2016, ISBN 978-3-95713-061-7.
- Von Vögeln und Menschen, Roman. Deutsch von Helga van Beuningen. Hanser, München 2018, ISBN 978-3-446-25819-8.

## Auszeichnung
- 1989: Gouden Ezelsoor für Rückenansicht
- 1990: Lucy B. en C.W. van der Hoogtprijs für Doppelporträt
- 1992: AKO Literatuurprijs für Erst grau dann weiß dann blau[5]